# Kang Dukszu
Kang Dukszu (hangul: 강득수, handzsa: 康得壽, RR: Kang Deuk-soo; 1961. augusztus 16. –) dél-koreai válogatott labdarúgó.

## Pályafutása

### Klubcsapatban
1984 és 1989 között a Lucky-Goldstar csapatában játszott, melynek tagjaként egy alkalommal (1985) nyerte meg a dél-koreai bajnokságot. 1990 és 1991 között a Hyundai Horang-i játékosa volt. 

### A válogatottban
A dél-koreai válogatott tagjaként részt vett az 1986-os világbajnokságon, de nem lépett pályára egyetlen mérkőzésen sem.

## Sikerei, díjai
Lucky-Goldstar
- Dél-koreai bajnok (1): 1985